# Berdavan
Berdavan (en arménien Բերդավան) est une communauté rurale du marz de Tavush, en Arménie. Elle compte 3 278 habitants en 2008.
Berdavan est traversée par la M16.